# 최탁 (1892년)
최탁(崔卓 또는 崔鐸, 일본식 이름: 三和卓미와 다쿠, 1892년 9월 17일 ~ ?)은 일제강점기에 경찰 간부와 관료를 지냈다.

## 생애
전라북도 김제군 금구면 출신이다. 금구면의 신명학교를 거쳐서 1916년 경성전수학교를 졸업했다. 백관수와는 경성전수학교 동창이다.
경성법전을 졸업한 뒤 처음에는 충청남도 서산군과 서천군 서기로 근무했다. 이후 1918년 조선총독부 경부에 임명되어 경성경관연습소에서 훈련을 받고 경찰이 되었다. 목포경찰서 사법계를 잠시 거쳐 경무국 고등경찰과에서 근무했다. 고등과의 주요 임무는 민정사찰 등 독립운동에 대한 정보 탐지와 탄압이었다.
10년이 넘게 고등과에서 근무한 최탁은 1931년 조선총독부 경시로 승진하여 함경남도로 파견되었고, 1932년부터는 함남경찰부 보안과장을 지냈다. 1936년 관료로 전직하여 봉천(현 선양)의 일본총영사관 부영사로 임명되었고, 이후 경기도 연천군과 고양군 군수가 되었다. 1943년 경성 이사관으로 서대문구 구장에 임명되어 재직하던 중 광복을 맞았다.
광복 직후에도 미군정 하에서 종로구 구청장을 맡았으나, 그해 11월에 사임했다. 고등계와 보안과에서 오랜 경찰 이력을 쌓은 최탁은 친일파라는 세평이 자자했고, 1948년 반민족행위처벌법이 제정되면서 이듬해 마포형무소에 구속되어 조사를 받았다.
반민특위에서는 주로 경무국 재직 시의 행위를 심문했다. 최탁이 경무국 고등과에서 근무할 당시는 신간회를 비롯하여 좌우 합작을 꾀하는 민족 운동이 활발하던 시기로, 최탁은 송진우, 김병로, 최린, 김철수 등 지도자급 인물들과 가까이 지내면서 사상 동향을 탐지한 혐의가 있었다. 그 외 혐의로는 연천군수 재직 중 일본어를 상용하자며 선서탑을 세운 일, 서대문 구장으로서 태평양 전쟁 지원을 위한 징용과 징병에 앞장선 일 등이 있었다.
조사 결과 최탁의 혐의는 모두 인정되어 반민특위는 그를 반민자로 기소함이 타당하다는 의견을 냈으나, 이때는 이미 반민특위 활동이 방해를 받고 있어 불기소 처분으로 귀결되었다. 불기소 이유로는 고등계에 근무하면서 독립운동 쪽에서 활동하는 지인들에게 직위를 이용하여 사적으로 도움을 준 적이 있다는 점을 들었고, 관료로 근무하면서 저지른 일들은 모두 독단적이거나 악질적인 것이 아니라 시키는 대로 따랐을 뿐이라는 것이었다.

## 사후
2002년 발표된 친일파 708인 명단 경시 부문과 2005년 공개된 민족문제연구소가 공개한 친일인명사전 수록예정자 명단의 관료, 경찰, 해외 부문에 선정되었다. 친일반민족행위진상규명위원회가 발표한 친일반민족행위 705인 명단에도 포함되었다.

## 참고자료
- 반민족행위특별조사위원회 (1949년 8월 4일). “피의자신문조서 - 최탁”. 2008년 2월 3일에 확인함.[깨진 링크(과거 내용 찾기)]
- 반민족행위특별조사위원회 (1949년 8월 11일). “피의자신문조서 - 최탁 (2)”. 2008년 2월 3일에 확인함.[깨진 링크(과거 내용 찾기)]
- 반민족행위특별조사위원회 (1949년 8월 16일). “피의자신문조서 - 최탁 (3)”. 2008년 2월 3일에 확인함.[깨진 링크(과거 내용 찾기)]
- 반민족행위특별조사위원회 (1949년 8월 19일). “의견서 - 최탁”. 2008년 2월 3일에 확인함.[깨진 링크(과거 내용 찾기)]
- 반민족행위특별검찰부 (1949년 8월 31일). “불기소사건기록 - 최탁”. 2008년 2월 3일에 확인함.[깨진 링크(과거 내용 찾기)]